# Бертолд II фон Шоненберг
Бертолд II фон Шоненберг (на немски: Bertold II, Herr von Schonenberg; † 1223) е благородник, господар на замък Шьонеберг/Шоненберг при Хофгайзмар в Северен Хесен.
Той е син на Конрад I фон Шоненберг († сл. 1188), фогт на манастир Нойенхеерзе, и съпругата му Маргарета († сл. 1188). Внук е на Бертолд I фон Евершюте († 1170 – 1177) и правнук на Конрад I фон Евершюте († сл. 1144). Брат е на Хойер фон Шоненберг († сл. 1188, млад) и Бернхард I фон Шоненберг († сл. 1239, млад).
Дядо му Бертолд I фон Евершюте през 1170 г. започва да се нарича „фон Шоненберг“, и през 1151 г. получава от архиепископа на Майнц замъка Шоненберг и през 1158 г. става фогт на манастир Нойенхеерзе.
Бертолд II фон Шоненберг получава чрез женитбата си 1220 г. с Аделхайд фон Дасел множество територии.
Линията Шьонеберг/Шоненберг измира по мъжка линия през 1419 г. През 1429 г. ландграф Лудвиг I фон Хесен купува замъка Шьонеберг.

## Фамилия
Бертолд II фон Шоненберг се жени 1220 г. за Аделхайд фон Дасел († сл. 1238), дъщеря на граф Лудолф II фон Дасел († сл. 1204) и жена от род Шварцфелд. Те имат децата:

- Конрад II фон Шоненбергг († сл. 1253), фогт на Клархолц, женен I. за София († сл. 1238), II. сл. 1238 г. за Агнес фон Мюнценберг († сл. 1272), дъщеря на Улрих I фон Мюнценберг († сл. 1239) и Аделхайд фон Цигенхайн († 1226); имат два сина и две дъщери
- Лудолф фон Шоненберг († сл. 1231), домхер в Падерборн (1229 – 1231)
- Бернхард II фон Шоненберг († сл. 1241), женен за Герберга († сл. 1238)
- Аделхеид фон Шоненберг († сл. 1261), приорес в Гебрден